# San Marco (Schiff, 1956)
Die San Marco war ein 1956 in Dienst gestelltes Passagierschiff der italienischen Adriatica di Navigazione, das für die Reederei bis 1977 im Einsatz war. Seit 1979 fuhr es als Kreuzfahrtschiff unter dem Namen City of Myconos. Die City of Myconos wurde 1991 ausgemustert und sank nach fünf Jahren Liegezeit am 29. Dezember 1996 in Perama.

## Geschichte
Die San Marco entstand unter der Baunummer 1812 in der Werft von Cantieri Riuniti dell’Adriatico in Triest und lief am 29. Dezember 1955 vom Stapel. Nach der Ablieferung an die Adriatica di Navigazione nahm sie 1956 den Liniendienst von Triest über Venedig, Brindisi, Piräus, Istanbul und Bari zurück nach Triest und Venedig auf. Ihr Schwesterschiff war die ebenfalls 1956 in Dienst gestellte San Giorgio. 
Bei Indienststellung besaß die San Marco einen unproportioniert groß wirkenden Schornstein, der zudem die Stabilität des Schiffes beeinträchtigte. Er wurde daher zu einem späteren Zeitpunkt durch einen kleineren Schornstein ersetzt.
1977 wurde die San Marco nach 21 Jahren Dienstzeit ausgemustert und an das griechische Kreuzfahrtunternehmen Cycladic Cruises verkauft. Zwei Jahre später erfolgte der Umbau zum Kreuzfahrtschiff und die Indienststellung als City of Myconos für Reisen im Mittelmeer.
Seit 1991 war die City of Myconos aufgrund von finanziellen Problemen der Reederei in Perama aufgelegt. Ein geplanter Verkauf an die Reederei Vinland Cruise 1995 blieb unverwirklicht. Nach fünf Jahren Liegezeit bekam das mittlerweile schlecht erhaltene Schiff Schlagseite, ehe es sich am 29. Dezember 1996 während eines Sturms von seiner Verankerung riss, kenterte und schließlich in der Bucht von Perama sank.
Eine Bergung des Wracks der City of Myconos ist bislang nicht erfolgt, obwohl dies aufgrund der Gefahr für den Schiffsverkehr erwogen wurde. Am 5. März 2012 kollidierte der kleine griechische Tanker Alfa I (1971 gebaut, IMO-Nummer 7037208) mit dem im niedrigen Gewässer liegenden Wrack. Die Alfa I sank kurz darauf, wobei der Kapitän des Tankers ums Leben kam. Zudem trat Öl aus dem Wrack aus und verursachte auf eine Länge von etwa 13 Kilometern eine Umweltverschmutzung an den nahegelegenen Stränden.